# لوكهيد إكسبلورير
إكسبلورير (Explorer) كانت طائرة  خشبية التصميم أنتجتها شركة لوكهيد، وهي أقل طائراتها الخشبية نجاحا، بناء على دمج جسمي طائرة  فيغا مع جناح الكابولي المنخفض وتسمح بجلوس طيار واحد في قمرة قيادة مفتوحة وراء الأجنحة.

## طرازات أخرى
4 إكسبلورير
بمقعد واحد ومحرك واحد مبقوة 450 حصان (336-kW) من نوع برات آند ويتني واسب شعاعي المكبس. بنيت من أجل طيران من دون توقف عبر المحيط الهادئ بين اليابان والولايات المتحدة. بني منها اثنان.
7 إكسبلورير
نسخة محسنة من 4 إكسبلوريربمحركبرات آند ويتني دبور ج شعاعي المكبس. بني منها اثنان.

## المواصفات
الخصائص العامة
- طول: 38 قدم 1 بوصة (11.6 م)
- باع الجناح: 9 قدم 10 بوصة (3 م)
- ارتفاع: 6 قدم 11 بوصة (2.1 م)
- الوزن الإجمالي: 7,937 رطل (3,600 كـغ)
- محركات: 1 × Marquardt XRJ43-MA محرك نفاث تضاغطي (Sustainer)
- محركات: 2 × Thiokol XM45 (5KS50000) صاروخ ذو وقود صلبs, 50,000 رطلق (222 كـن) thrust  الواحد for 5s (Boosters)

أداء
- السرعة القصوى: Mach 4.3
- مدى: 113 nmi؛ 130 ميل (210 كـم)
- سقف الخدمة: 98,000 قدم (30,000 م)